# Selección femenina de rugby 7 de Tailandia
La selección femenina de rugby 7 de Tailandia es el equipo representativo de la Thai Rugby Union en los torneos de la modalidad de 7 jugadoras.

## Uniforme
El equipo tailandés usa camiseta azul y vivos blancos como otras selecciones de su país, short y medias azules.

## Palmarés
- Juegos del Sudeste Asiático (4): 2007, 2015, 2017, 2019.[2]
- Southeast Asian Championship (2): 2016, 2017.[3]
- Subcampeón Asian Sevens Series (2): 2008, 2009.

## Participación en copas
| - Dubái 2009: 13º puesto - Moscú 2013: no clasificó - San Francisco 2018: no clasificó - no ha clasificado - Challenger Series 2023: 6° puesto - Guangzhou 2010: 3° puesto - Incheon 2014: 5° puesto - Yakarta 2018: 4° puesto - Nakhon Ratchasima 2007 : 1° puesto - Singapur 2015: 1° puesto - Kuala Lumpur 2017: 1° puesto - Mablacat 2019: 1° puesto | - Asia-Pacific 2010: no participó - Asia-Pacific 2011: no participó - Asia-Pacific 2012: 8° puesto - Asia-Pacific 2013: no participó - Asia-Pacific 2015: 6° puesto |